# Litle Kjeholmen
Litle Kjeholmen est une île norvégienne du comté de Hordaland appartenant administrativement à Bømlo.

## Description
Rocheuse et désertique, au nord de Store Kjeholmen, elle s'étend sur environ 92 m de longueur pour une largeur approximative de 51 m.